# Даниел Спасов
Даниел Спасов е български изпълнител на български народни песни и църковно-славянски песнопения.

## Биография
Роден е в София. Завършва право в Софийския университет и магистратура Музикален фолклор в Нов български университет. Като ученик в прогимназията пее в прочутия детски хор „Бодра смяна“ с диригент Лиляна Бочева. Работи като редактор в Музикално-издателска къща „Балкантон“, а от 1996 година е редактор и изпълнителен продуцент в Българската национална телевизия. Водещ е на фолклорното предаване „Иде нашенската музика“. През годините е бил автор и водещ на рубриките „Новини по ноти“, „Засвирили и запели“, „От дума на дума“, на фолклорните събори в Копривщица, както и на много портрети, музикални програми и документални филми за известни български народни изпълнители.

## Самостоятелни проекти
Има повече от 350 записи в Българското национално радио, издал е няколко самостоятелни компактдиска – „Дай ми, Боже“, „Молитвата на Богородица“, „Иде духовата музика“, „Северозападни светове“ и „Северозапад – Гласове на традицията“. Участва в много концерти из България. Самостоятелно, в дует с Милен Иванов, с формация „Светоглас“ и като солист на световноизвестния хор „Мистерията на българските гласове“ пее в повече от тридесет страни в едни от най-престижните концертни зали на Европа, Азия и Америка – „Роял фестивал хол“, „Барбикан център“, „Кралица Елизабет“ – Лондон, „Кенеди център“ – Вашингтон, „Концерт хаус“ – Виена, „Концертгебау“ – Холандия, в залата на националната опера в Тел Авив, в кралската опера на Оман. През 2000 година неговото изпълнение на църковното песнопение „Во царствии твоем“ по музика на Добри Христов и още две песни на „Мистерията на българските гласове“ са включени в международния мост „Ватикана поздравява света с 21 век“. Като солист на хора пее на концерта на площада в Торино – Италия пред лидерите на Г-7, на тържествената церемония по повод подписването на договора за присъединяване на България към Европейския съюз – Люксембург – 2005 година и на концерта по повод визитата на папа Йоан Павел Втори в България през 2002 година.
Негови песни звучат във филмите на режисьора Стилиян Иванов „Ванга“, „Лечителят Петър Димков“, „Дервишите – мистиците на изтока“ и в програмата на телевизионния канал TV art, представящ българското културно и историческо наследство.

## Проекти с други изпълнители
Даниел Спасов е известен и с дуетите си с Милен Иванов (формация „Двуглас“) и с Олга Борисова (заедно създават формация „Гласове от безкрая“, в която пеят Е. Божкова, М. Иванов, К. Станчева, Р. Алексова и В. Кузов). През 1995 година формацията издава поредица от албуми „Гласове от безкрая“ с песни от всички фолклорни области на България. От 2011 година фолклорна формация „Гласове от безкрая“ е в състав О. Борисова, В. Маринова, Д. Спасов, М. Иванов и С.Иванов.
С Олга Борисова и Иван Тодоров издават албума със стари градски песни „Целувката на Анна“ (1995).

## Проекти с Милен Иванов
С Милен Иванов работят заедно от 1998 г. Творческите им търсения са свързани с българското двугласно пеене. Търсят и записват образци от най-древните пластове на българския фолклор, в повечето от записите си експериментират, наслагват гласове, намират модерни музикални решения.
През 2003 г. издават първия си албум с хайдушки, исторически и възрожденски песни, а през 2005 година представят албума „Българският двуглас“. Изнасят много концерти в България и самостоятелни турнета в чужбина – Австрия, Германия, Швеция, Дания, Чехия, Израел, остров Корсика, Швейцария. През 2008 г. издават албум със старинни български църковно-славянски песнопения „Благословен си Господи“. През 2009 година излиза албумът „Коледен благослов“. В проекта на дуета „Тайнството на обреда“, издаден през 2012 година, са включени обредни народни песни от българския празнично-обреден цикъл. През 2011 година Даниел Спасов и Милен Иванов заедно с „Мистерията на българските гласове“ осъществяват записи в Радио Би Би Си – Лондон. През 2012 година съвместно с „Ева квартет“ изнасят концерт в Берлинската филхармония под мотото „Музика от манастирите“.
През 2019 година заедно с квартет „Светоглас“ и част от основателите на хор „Мистерията на българските гласове“ Олга Борисова, Калинка Вълчева, Калинка Згурова, Радка Алексова и Василка Дамянова създават формацията „Гласове на традицията“, съчетаваща мъжки и женски гласове.

## Светоглас
През 2009 година Даниел Спасов и Милен Иванов създават мъжката фолклорна формация Светоглас. Към нея се присъединяват младите певци Станимир Иванов и Николай Боянов. През годините в Светоглас са пели Янко Янков, Ивайло Маджаров, Тихомир Борисов, Павел Маджаров и Виктор Томанов. Търсенията на формацията са свързани със старата българска църковна и народна музика и нейното съвременно звучене. Първият музикален проект на Светоглас е озаглавен „Колелото на живота“.
През месец април 2013 година квартет Светоглас осъществява едномесечно турне в Русия – Екатеринбург, Толиати, Перм, Вологда, Самара. През месец юли 2013 година квартет Светоглас получава специална покана за участие във фестивала „Музика на вярата“ в Казан – Русия. През септември 2013 година Светоглас пее на откриването на изложбата „Тракийско злато от България – легендите оживяват“ в Държавния исторически музей на Москва. През февруари 2014 година певците изнасят концерт в сградата на Европейската комисия в Брюксел.
Формацията има поредица успешни турнета в Русия, Англия, Швейцария, Германия, Словакия, Турция, Франция, Норвегия, Белгия, Испания и Колумбия. Участва в Международния фестивал за духовна музика в Драмен – Норвегия, Фестивала за църковна музика „Maestro de la Roza“ Овиедо Испания, Международен музикален фестивал Картахена (Колумбия), фестивала „Три Култури“ в Мурсия, Испания, Международния фестивал за църковна музика „Fausto Flamini“ в Рим, Фестивала „Музика на земята“ в Чериана Италия и концерт в престижната зала на Фондация „Juan March“ Мадрид Испания.
През 2018 година излиза третият албум на квартета „Песента на славея“.

## Признание и отличия
През 1994 година името му е включено в световната енциклопедия „Музиката на света“, издадена в Лондон.
На 24 май 2014 година за приноса си в развитието на българската култура е удостоен с почетния знак на Министерството на културата „Златен век“ – печат на Симеон Велики.

## Дискография
Самостоятелни албуми:
- 1987 – Песни от Белоградчишко – малка плоча
- 1990 – Лебедови криле – малка плоча
- 1992 – Фолклорен звук и светлина – дългосвиреща плоча
- 1994 – По пътя на огъня – любими народни песни
- 1995 – Коледо, мой Коледо – коледни песни от цяла България
- 1996 – Дай ми, Боже
- 2000 – Молитвата на Богородица
- 2001 – Иде духовата музика
- 2008 – Северозападни светове
- 2022 – Северозапад, Гласове на традицията

Даниел Спасов и Милен Иванов
- 2003 – Хайдушки, исторически и възрожденски песни
- 2005 – Българският двуглас
- 2008 – Благословен си, Господи
- 2012 – Тайнството на обреда
- 2012 – Коледен благослов
- 2016 – Вечните песни на България

Светоглас
- 2012 – Колелото на живота
- 2016 – Моление Господне
- 2019 – Песента на славея[5]

Участие в албуми на „Мистерията на българските гласове“
- 1994 – Ритуал
- 1998 – Мистерията на българските гласове – четвърти албум от поредицата на Марсел Селие
- 2000 – Мистерията на българските гласове
- 2006 – Мистерията на българските гласове
- 2008 – Златна колекция